# Gula hund
Gula hund var en revy av Hans Alfredson och Tage Danielsson. Den hade premiär på Chinateatern (därav färgen i namnet) i Stockholm 5 juni 1964. Revyn var AB Svenska Ords första stora produktion på en reguljär revyteater (efter Gröna Lund och Berns) och en stor publikframgång. I den stora ensemblen ingick bland andra Lissi Alandh, Birgitta Andersson, Stefan Böhm, Gösta Ekman, Sonya Hedenbratt, Mille Schmidt, Monica Zetterlund och Gals and Pals.

## Beskrivning
I Gula hund uppmärksammades särskilt Hasse och Tages försök att vidga de erotiska och politiska ramarna för revyns ämnen. Hans Alfredson spelade den gamle mannen som var på rymmen från ålderdomshemmet. Birgitta Andersson klagade (i sketchen "Hos doktorn") på sin man som inte kunde sluta säga "pitt" efter att han sett Skäggen på TV. Monica Zetterlund sjöng "Bedårande sommarvals" och Sonya Hedenbratt konstaterade att "Kärlek är ingenting att ha". Ett av de mer politiskt skarpa numren var finalen (sketchen "Folkspillran") där hela ensemblen som romer sjöng "Du gamla, du fria" i Csárdás-rytm.
Revyn filmades för TV, där den sändes i två delar den 6 respektive 8 januari 1966. TV-visningen ledde till debatt i både press och Sveriges riksdag. I riksdagen retade vissa av revyns inslag – inklusive "Hos doktorn" och "Folkspillran" – representanter från minst fyra partier till talarstolen, och debatterandet kretsade också generellt kring TV:ns roll i samhället och urartade delar av den moderna kulturen.

## Senare uppsättningar
Gula hund sattes även upp på Cirkus i Göteborg.